# Distichlis palmeri
Distichlis palmeri är en gräsart som först beskrevs av George Vasey, och fick sitt nu gällande namn av Norman Carter Fassett och Ivan Murray Johnston. Distichlis palmeri ingår i släktet Distichlis och familjen gräs. Inga underarter finns listade i Catalogue of Life.